# GeisterStunde
GeisterStunde – Dunkle Geheimnisse um Liebe und Verrat war eine Heftromanreihe aus dem Bastei-Verlag. Die Reihe erschien von September bis Dezember 2007.

## Inhalt
Im Mittelpunkt der Handlung standen junge Frauen, deren bisheriges Leben durch Erbschaften, geheimnisumwitterte Schätze oder uralte Familienbande aus der Bahn geworfen wird. Dabei werden sie überraschend mit bedrohlichen, offenbar übernatürlichen, Geschehnissen konfrontiert und müssen sie sich in der Situation behaupten.
Dabei kamen ausschließlich Romane die zuvor bereits im Mitternachtsroman erschienen, zum Abdruck. Die Romane bewegten sich dabei an den klassischen Settings des Romantic-Thrillers: Ehrwürdige englische Schlösser, düstere französische Landsitze und alte italienische Palazzi.
Anders als in vergleichbaren Reihen derselben Zeit findet sich für die scheinbar übernatürlichen Begebenheiten grundsätzlich eine natürliche Erklärung. Die übernatürlichen Elemente entpuppten sich somit als Betrug, woran die Werbung für die Reihen keinen Zweifel ließ: Die im Mittelpunkt stehenden jungen Frauen, werden plötzlich mit übernatürlich scheinenden Geschehnissen konfrontiert und müssen sich in bedrohlichen Situationen behaupten. Nach allen Wirrnissen kommt es zu einem glücklichen Ende, wobei sich die unheimlichen Ereignisse stets als Inszenierung von Betrügern erweisen. Dies wurde nach Erscheinen der ersten Bände im Verlagsforum mehrfach als altmodisch, was auch die Titelbilder einschloss, und unspannend kritisiert.

## Titelliste
| #  | Titel                                  | Autor          |
| -- | -------------------------------------- | -------------- |
| 1  | Niemand wird dich schreien hören       | Susan Grant    |
| 2  | Ich werde auch deinen Willen brechen   | Jessica Atkins |
| 3  | Lucia und das Mörderschloss            | Ann Farrington |
| 4  | Sheila und der Todesengel              | Ann Farrington |
| 5  | Der Schrecken der alten Abtei          | Ann Farrington |
| 6  | Wenn Angst dich nicht mehr atmen lässt | Jessica Atkins |
| 7  | Die Villa, wo das Grauen wohnt         | Ann Farrington |
| 8  | Das Schloss des Blutrichters           | Ann Farrington |
| 9  | Das zweite Leben der Carol Finch       | Ann Farrington |
| 10 | Der Schatz im alten Palazzo            | Vivian Masters |
| 11 | Das Mädchen mit den Hexenaugen         | Susan Grant    |
| 12 | Mirandas Tochter                       | Ann Farrington |
| 13 | Der Turm der Tausend Schrecken         | Jessica Atkins |
| 14 | Wenn der Rächer zuschlägt              | Susan Grant    |
| 15 | Der grausame Plan des Dr. Harris       | Ann Farrington |

## Trivia
Die ersten vier Ausgaben waren mit einem qualitativ aufwertendem Hochglanzumschlag (verstärkt und gelackt) versehen.